# Pandemia de COVID-19 en Singapur
La Pandemia de COVID-19 en Singapur, causado por el SARS-CoV-2. El primer casos se confirmó el 23 de enero.
Hasta el 3 de marzo de 2022, se contabiliza la cifra de 767,663 casos confirmados 1,030 fallecidos y 701,170 recuperados del virus.

Número de casos (azul) y número de fallecidos (rojo) en una escala logarítmica.